# Äskan
Äskan är en sjö i Ronneby kommun i Blekinge och ingår i Bräkneåns huvudavrinningsområde. Äskan ligger i Bräkneån Natura 2000-område. Sjön är 3,4 meter djup, har en yta på 0,057 kvadratkilometer och befinner sig 60 meter över havet.